# Bénauges

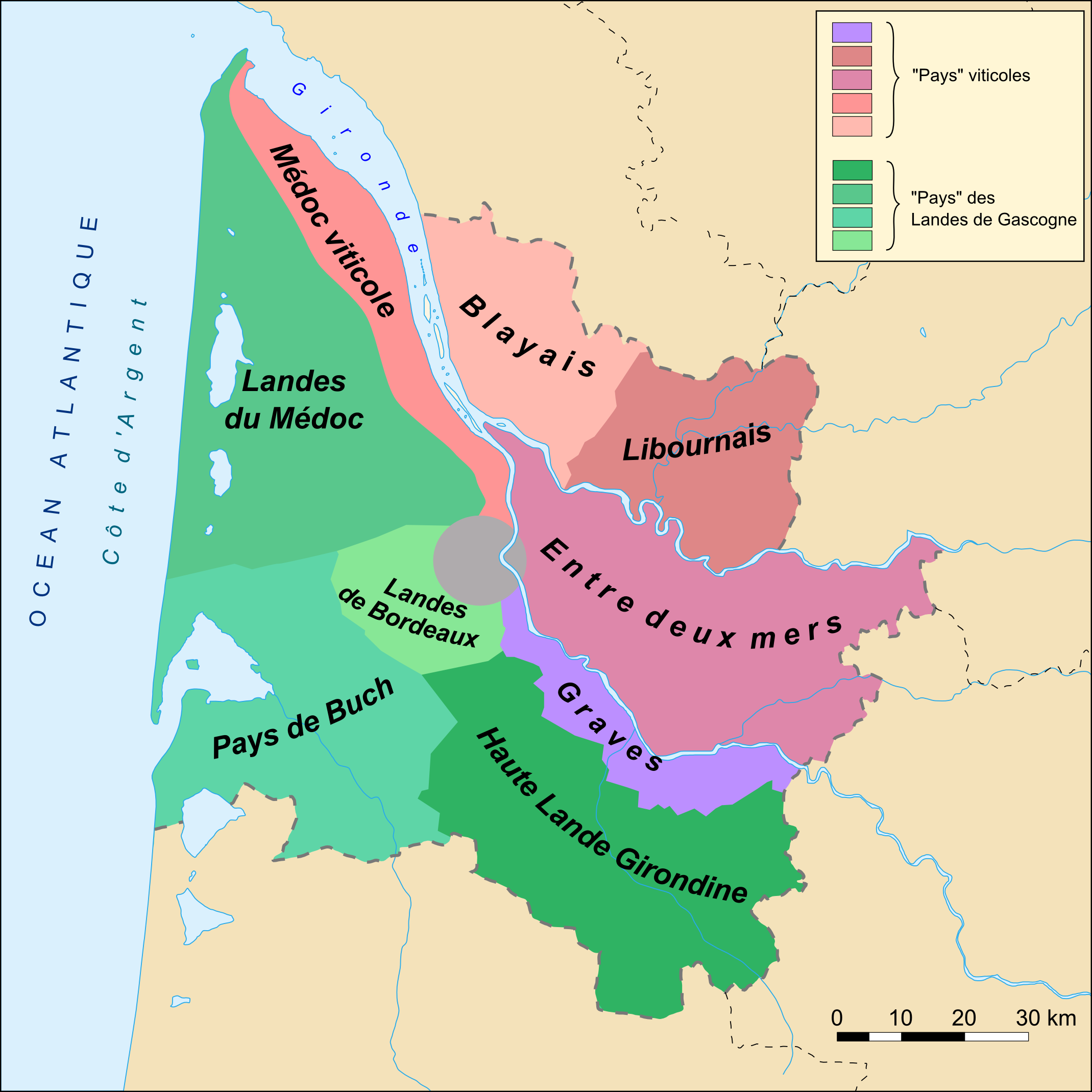
Landschaften im Département Gironde.

Die Grafschaft bzw. Vizegrafschaft Bénauges oder Benauge lag im Bordelais. Das Bordelais ist eine Landschaft in Südwestfrankreich. Ihr Zentrum ist die Stadt Bordeaux.  Die Grafschaft bestand im Wesentlichen aus den Orten Cadillac, Cantois und Castelviel. Heute gehört das Gebiet zum Département Gironde.
Die Burg Benauge liegt auf dem Gebiet der Gemeinde Arbis südwestlich des Ortes.

## Vizegrafen von Bénauges
- Pierre II. de Grailly, 1307/56 bezeugt, Vicomte de Bénauges et de Castillon; ⚭ I Assalhilde de Bordeaux, Captale de Buch; ⚭ II Rosemburge de Périgord, Tochter von Hélie de Talleyrand, Comte de Périgord
- Jean II. de Grailly, dessen Sohn aus erster Ehe, 1343 bezeugt, Captal de Buch, Vicomte de Bénauges et de Castillon; ⚭ Blanche de Foix, Tochter von Gaston I., Graf von Foix
- Archambaud de Grailly, Sohn von Pierre II. aus dessen zweiter Ehe, 1365 Vicomte de Castillon et de Gurson, 1376 Captal de Buch und Vicomte de Bénauges, 1398 Graf von Foix etc.; ⚭ Isabelle, 1398 Comtesse de Foix et de Bigorre, Vicomtesse de Béarn et de Castelbon etc., Schwester des Grafen Mathieu

## Grafen von Bénauges
- Gaston I. de Foix-Grailly († nach 1455), Sohn von Archambaud de Grailly, Captal de Buch, Comte de Bénauges et de (1421) Longueville, Ritter des Hosenbandordens; ⚭ Marguerite d‘Albret, Tochter von  Arnaud-Amanieu d’Albret
- Jean IV. de Foix-Grailly († 1485), dessen Sohn, Comte de Bénauges, erhält 1461 das Captalat de Buch von König Ludwig XI. zurück, englischer Earl of Kendal (frz. Candale); ⚭ Margaret de la Pole, Tochter von John aus der Familie der Herzöge von Suffolk
- Gaston II. de Foix-Candale († 1500), deren Sohn, Comte de Candale et de Bénauges, Captal de Buch; ⚭ Catherine de Foix, Tochter von Graf Gaston IV. de Foix
- Gaston III. de Foix-Candale († 1536), dessen Sohn, Graf von Benauges und Candale, Captal de Buch 1500-1536
- Frédéric de Foix-Candale († 1571), dessen Sohn, Comte de Candale, de Bénauges et d’Astarac, Captal de Buch
- Henry de Foix-Candale († 1572), dessen Sohn, Comte de Candale, de Bénauges et d’Astarac, Captal de Buch; ⚭ Marie de Montmorency, Tochter von Anne de Montmorency, Duc de Montmorency
- Marguerite de Foix-Candale († 1593), Comtesse de Candale, de Bénauges et d’Astarac, Captale de Buch; ⚭ Jean Louis de Nogaret de La Valette, 1. Duc d’Èpernon († 1642)